# 計算写真学
計算写真学（けいさんしゃしんがく、英:computational photography）とは二次元的な画像のみならず奥行きや物体の反射特性などの情報をも撮像素子によりデータとして記録して計算によってその情報を復元する写真。

## 概要
定義はまだ定まっておらず、
- 狭義には、写真機の撮像系を変更して、情景の単なる瞬間の画像以外に、奥行きや物体の反射特性などといった情報をも撮像素子を介してデータとして記録、保存して計算によってその情報を復元することを指す[1]。
- 広義には画像処理による写真の後処理や編集のことも含む場合もある[1]。

空間情報も撮影時に取り込むため、従来のアナログカメラでは不可能だった撮影後に『写真』のピントを変更することが可能になる。また、スマートフォンカメラの性能を向上させたり、光学写真では不可能だった機能を導入したり、カメラ素子のコストダウンや小型化を実現することができる。

## 原理
空間を飛び交う光線の『場』であるライトフィールドを取得するために複数の撮像素子を並べることで異なる角度からの画像(光線の集合)を取得して撮影対象の空間的な位置情報を記録する。また近年のスマートフォンでは、「光学プロセス」とされていた部分に代わって、イメージセンサーとAIを含むコンピューターで構成されたデジタル画像処理技術が大半を受け持つことで、複数枚のイメージデータから最適な形で写真を合成する。

## 応用事例
- スマートフォンのカメラ[2]
- CTスキャン[2]